# 古賀辰四郎
古賀 辰四郎（こが たつしろう、1856年2月23日（旧暦安政3年1月18日） - 1918年（大正7年）8月15日）は、尖閣諸島を開拓した日本の実業家である。

## 略歴
1856年（安政3年）、筑後国上妻郡山内村（現：福岡県八女市山内）に、茶の栽培と販売を行う農家の三男として生まれる。
1879年（明治12年）、24歳で那覇に渡り、寄留商人として茶と海産物業の古賀商店を開業。ただし、茶を扱った記録は見つかっていない。1882年（明治15年）、石垣島大川に支店を開設。
1884年（明治17年）、人を派遣して久場島を探検させる。翌年も人を派遣して尖閣諸島で鳥毛を採取させ、外国人に送付して高価で取引可能であることを知る。1892年（明治25年）、大東諸島開発の許可を得る。
1895年（明治28年）、古賀自ら船を艤装して久場島に上陸。翌年、明治政府から尖閣諸島開拓の許可を受け、魚釣島、久場島、南小島、北小島の4島を30年間無料で借り受ける。さらに翌年には漁夫等35名を派遣。
1900年（明治33年）5月、古賀の依頼により宮島幹之助、黒岩恒による尖閣諸島の調査が行われる。
1909年（明治42年）、養殖興業の功績を認められ藍綬褒章を受章。
1918年（大正7年）、死去。

## 記念碑
沖縄県石垣市石垣港離島ターミナル近くの八島緑地公園に、古賀辰四郎の尖閣列島開拓等の業績を記念した、「古賀辰四郎 尖閣列島開拓記念碑」が建てられている。

## 家族
古賀家
- 長男・善次[7]（1893年 - 1978年、海産物輸移出商、古賀商店取締役社長[7]）